# Elliðaár

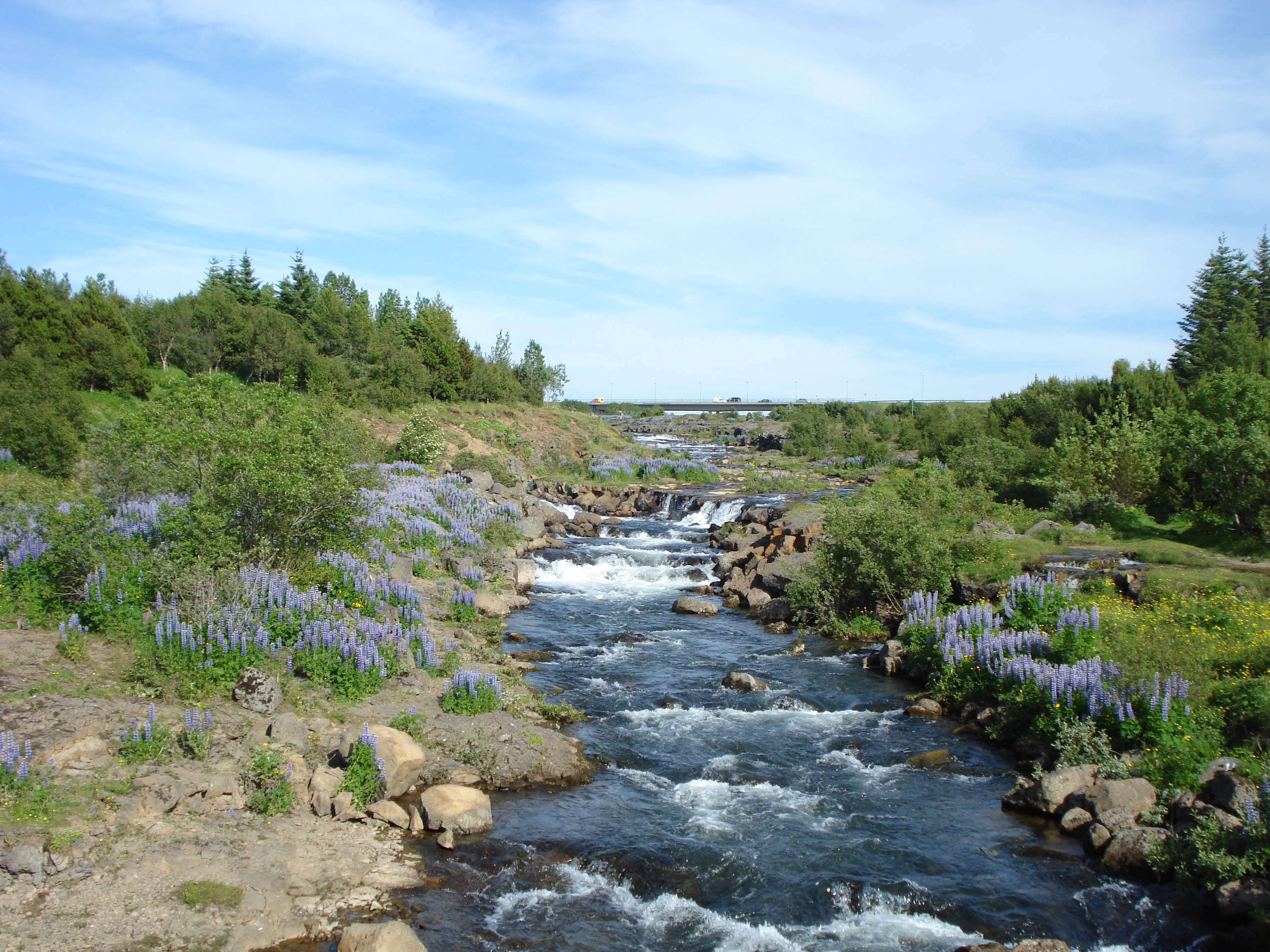
Elliðaá w pobliżu miasta Reykjavík

Elliðaár – rzeka na Islandii, położona w okolicach miasta Reykjavík, na południowym zachodzie wyspy Islandii.
W 1921 roku zbudowano na tej rzece pierwszą elektrownię wodną na wyspie, jest ona wciąż w użyciu.